# Club Tijuana
Der Club Tijuana Xoloitzcuintles de Caliente, wegen seines langen Namens meistens nur als Club Tijuana oder auch als Xolos de Tijuana bezeichnet, ist ein mexikanischer Fußballverein aus der Grenzstadt zu den Vereinigten Staaten Tijuana. Der Verein entstand im Januar 2007 durch Erwerb der Zweitligalizenz des Guerreros de Tabasco FC und spielte zunächst in der zweiten Liga Mexikos, die bis zur Saison 2008/09 die Bezeichnung Primera División 'A' trug. Der Verein hatte von Anfang an das ehrgeizige Ziel, möglichst kurzfristig in die erste Liga aufzusteigen, was ihm am Ende der Saison 2010/11 auch gelang. Nur 18 Monate später gewann der Verein den mexikanischen Meistertitel der Apertura 2012 durch einen überzeugenden 4:1-Finalsieg (2:1 und 2:0) über Deportivo Toluca.

## Geschichte

### Vorgeschichte
Der Club Tijuana Xoloitzcuintles de Caliente, der nach der gleichnamigen Hunderasse benannt ist, entstand nach einer Reihe von Versuchen, in Tijuana einen Profifußballverein zu etablieren. Nachdem Inter, Chivas und Nacional jeweils nur wenige Jahre bestanden haben und anschließend eine Mannschaft namens Trotamundos nur eine halbe Saison existierte, stand die Stadt Anfang 2004 ohne einen Zweitligaverein da. Diese für die fußballhungrige Stadtbevölkerung unbefriedigende Situation erstreckte sich über anderthalb Jahre, ehe erneut Versuche unternommen wurden, hier einen Fußballverein zu etablieren, die jedoch allesamt scheiterten.
Zunächst wirkte ein Club Tijuana in der Apertura 2005 mit, der jedoch noch vor der Rückrunde von Dorados de Sinaloa erworben und als dessen Filialteam in Dorados de Tijuana umfunktioniert worden war. Die negativen Ergebnisse beider Teams führten zum Abstieg am Saisonende 2005/06. Zur selben Zeit schuf der Gallos Blancos de Querétaro FC in Zusammenarbeit mit der in Tijuana ansässigen Grupo Caliente, Mexikos größtem Sportwettenanbieter, ein Filialteam, das den Namen seiner beiden Förderer im Vereinsnamen integrierte und als Tijuana Gallos Caliente in Erscheinung trat. Unter diesem Namen wirkte das neu formierte Team in der Apertura 2006 mit, ehe seine Zweitligalizenz nach der Hinrunde der Saison 2006/07 an den ehemaligen Erstligaverein Club Celaya veräußert wurde. Der Lizenzverkauf schien die geeignete Lösung für eine schnelle Trennung der nun nicht mehr gewünschten Kooperation zwischen dem Querétaro FC und der Grupo Caliente zu sein. Denn der Sportwettenanbieter strebte danach, einen Fußballverein zu haben, für den er allein verantwortlich war.

### Enge Verflechtungen mit einem Sportwettenanbieter
Zur selben Zeit erwarb die Grupo Caliente den Zweitligisten Guerreros de Tabasco FC und verfrachtete ihn nach Tijuana, um daraus den heutigen Club Tijuana Xoloitzcuintles de Caliente zu formen.
Die Verbindung eines Fußballvereins mit einem auf Sportwetten spezialisierten Unternehmen sorgte bereits bei Gründung des Club Gallos Caliente für kontroverse Diskussionen. Der Mexikanische Fußballverband gab dem Verein die Spielberechtigung erst, nachdem er sich davon überzeugt hatte, dass die Grupo Caliente keine Wetten für Zweitligaspiele organisiert.

### Familie Hank
Der am 28. Januar 1956 geborene Jorge Hank Rhon ist nicht nur Eigentümer des Sportwettenanbieters Caliente und des Club Tijuana Xoloitzcuintles de Caliente, sondern auch des Estadio Caliente, der Heimspielstätte der Xolos. Zwischen 2004 und 2007 bekleidete er zudem das Amt des Bürgermeisters von Tijuana. Sein ältester Sohn Jorge Alberto Hank Inzunsa fungiert offiziell als Vereinspräsident.

### Sportliche Bilanz
Seine erste Turnierteilnahme am Torneo Clausura 2007 schloss der neu formierte Club Tijuana mit jeweils acht Siegen und Niederlagen ausgeglichen ab. In der folgenden Apertura 2007 erreichte er erstmals die Endrunde, wo er jedoch bereits im Viertelfinale deutlich mit 0:1 und 0:3 gegen den Club León scheiterte. In der Apertura 2008 erreichte der mit ehrgeizigen Zielen ausgestattete Verein erstmals das Halbfinale und scheiterte knapp mit 1:0 und 1:3 gegen „seinen ehemaligen Kooperationspartner“ Querétaro FC, der die Apertura schließlich gewann und am Saisonende in die Primera División zurückkehren konnte. Nachdem man auch in der Saison 2009/10 gescheitert war (in den Finalspielen der Clausura 2009 mit 0:1 und 0:0 gegen den Mérida FC und im Halbfinale des Torneo Bicentenario 2010 mit 0:0 und 2:5 gegen Necaxa) schafften die Xolos in der Saison 2010/11 den lang ersehnten Aufstieg in die Primera División.
In der gesamten Apertura 2012, ihrer dritten Halbsaison in der höchsten mexikanischen Spielklasse, verloren die Xolos in 23 Spielen (einschließlich der Liguillas) nur zweimal, und zwar jeweils beim Aufsteiger León: zunächst am zweiten Spieltag der Punktspielrunde mit 0:4 und später noch einmal im Halbfinalhinspiel mit 0:2, konnten sich aber durch einen 3:0-Heimsieg im Rückspiel für das Finale qualifizieren, in dem sie sich mit dem Gesamtergebnis von 4:1 gegen den zehnfachen Meister Toluca durchsetzten und bereits fünf Jahre nach ihrer Gründung den Meistertitel mit folgendem Kader gewannen: Cirilo Saucedo, Adrián Zermeño (Tor) – Javier Marcelo Gandolfi, Juan Carlos Núñez,  Pablo César Aguilar, Edgar Eduardo Castillo, Joshua Ábrego, Gregory Garza, Alfredo González Tahuilán, Carlos Rubio, Juan Pablo Santiago, Miguel Almazán (Abwehr) – Fernando Arce, Cristian Pellerano, Leandro Augusto, Joe Corona, Richard Ruiz, Fidel Martínez, Jorge Hernández, José Madueña, Luis Ángel García (Mittelfeld) – Alfredo Moreno, Duvier Riascos, Raúl Nava, Diego Olsina, Raúl Enríquez, Bruno Piceno (Stürmer). Trainer: Antonio Mohamed.

## Trainer
- Carlos Alberto (1992)
- Antonio Mohamed (2011–2013)